# Stella Assange
Stella Assange (nascuda amb el nom de Sara González Devant l'any 1983) és una advocada i defensora dels drets humans. Era coneguda com a Sara Devant abans de canviar el seu nom diverses vegades: primer a Stella Moris el 2012, després a Stella Moris-Smith Robertson i finalment a Stella Assange (a causa del seu matrimoni amb Julian Assange el 2022). Va néixer a Sud-àfrica, però té la doble nacionalitat sueca i espanyola. Al llarg de la seva carrera, ha estat una defensora internacional dels drets humans, sobretot en el cas del seu actual marit.

## Vida primerenca i educació
Sara Gonzalez Devant va néixer el 1983 a Johannesburg, Sud-àfrica, de mare espanyola i pare suec d'ascendència cubana. La seva mare és directora de teatre i el seu pare és arquitecte, urbanista i artista. Els dos pares de Devant eren coneguts per participar en el Medu Art Ensemble, un col·lectiu d'artistes contra l'apartheid a Botswana. Durant la seva joventut, Devant va viure a Botswana, Lesotho, Suècia i Espanya. El 1985, durant una incursió a Gaborone realitzada per la Força de Defensa Sud-africana, un amic de la família dels Devant, Thami Mnyele, va ser assassinat. Aquest assassinat patrocinat per l'estat va deixar una impressió determinant a la família Devant.
Després d'assistir a una escola internacional a Lesotho, Devant va procedir a obtenir una llicenciatura en dret i política a la Universitat SOAS de Londres, un màster en ciències en dret dels refugiats a Oxford i un màster en dret internacional públic mentre estudiava a la Universitat Complutense de Madrid.

## Carrera
Amb el nom de Sara Gonzalez Devant fou autora d'una sèrie d'articles per a l'editorial i revista independent New Internationalist.
El 2011, Devant va ser contractada per l'equip legal de Julian Assange per ajudar a evitar la seva extradició a Suècia per càrrecs d'agressió sexual. Aquests càrrecs van ser finalment retirats.
Pel bé de la seguretat addicional mentre treballava amb Julian Assange, Devant va canviar el seu nom a Stella Moris el 2012.
Stella ha estat a l'equip legal d'Assange durant tota la seva captivitat, inclòs durant el seu període d'asil a l'⁣ambaixada de l'Equador a Londres i el seu empresonament a la presó de Belmarsh. En reflexionar sobre aquestes batalles legals, Stella va assenyalar que el seu multilingüisme en suec i castellà era indispensable a l'hora de relacionar-se amb les autoritats sueques i equatorianes.

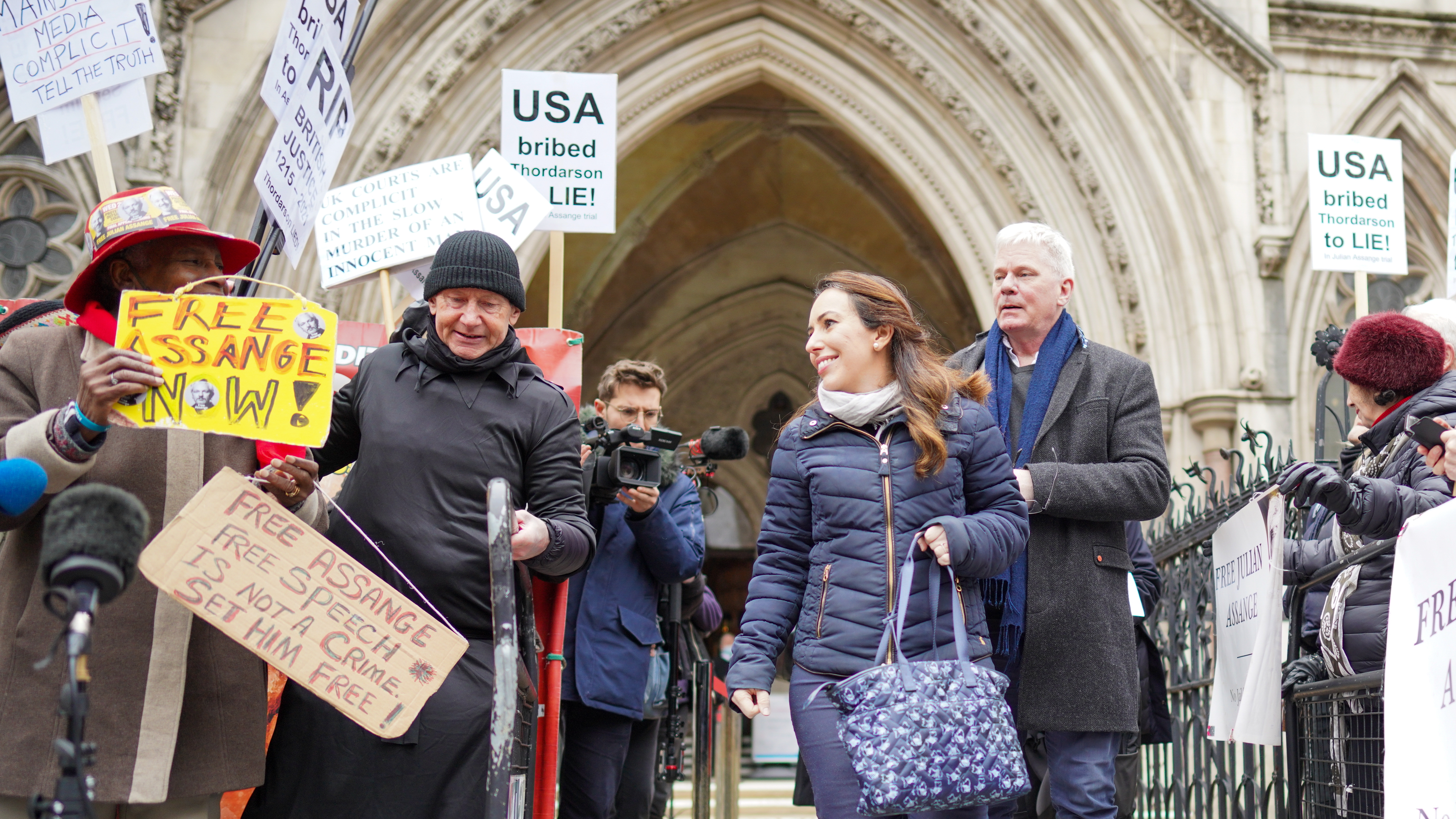
Stella Moris amb els seus seguidors en sortir del Tribunal Superior el gener de 2022

El 10 d'octubre de 2022, Stella i milers d'altres activistes van agafar-se dels braços en una cadena humana al voltant del Parlament del Regne Unit per exigir la llibertat d'Assange i el cessament de qualsevol intent d'extradició.
El 2023, Stella junt amb un grup de familiars d'Assange es va reunir amb el Papa i va parlar-li de la situació del seu marit.

## Vida personal i matrimoni
El 2015, Moris i Assange van començar una relació.
Durant els set anys d'asil polític d'Assange a l'ambaixada de l'Equador a Londres, la parella va concebre dos fills en secret, el primer va néixer el 2017 i el segon el 2019. Tracy Somerset, duquessa de Beaufort i la rapera M.I.A. són les padrines dels nens.
El 23 de març de 2022, Stella es va casar amb Julian Assange en una cerimònia que va tenir lloc a la presó de Belmarsh.